# پیسگه (آلاباما)
پیسگه (به انگلیسی: Pisgah) شهرکی در شهرستان جکسون ایالت آلاباما است که مساحت آن ۵۸٫۰۹ کیلومترمربع است و در سرشماری سال ۲۰۱۰ میلادی، ۷۲۲ نفر جمعیت داشته و تراکم جمعیتی آن، ۱۲٫۴۳ در کیلومترمربع بوده است.